# Gymnura
Gymnura là một chi cá đuối trong họ Gymnuridae.

## Các loài
- Gymnura afuerae
- Gymnura altavela (Linnaeus, 1758)
- Gymnura australis (Ramsay et Ogilby, 1886)
- Gymnura bimaculata (Norman, 1925)
- Gymnura crebripunctata (Peters, 1869)
- Gymnura crooki
- Gymnura hirundo (Lowe, 1843)
- Gymnura japonica (Temminck et Schlegel, 1850)
- Gymnura marmorata (Cooper, 1864)
- Gymnura micrura (Bloch et Schneider, 1801)
- Gymnura natalensis (Gilchrist et Thompson, 1911)
- Gymnura poecilura (Shaw, 1804)
- Gymnura tentaculata (Müller et Henle, 1841)
- Gymnura zonura